# 琿春事件
琿春事件（日语：間島事件），是日本1920年在中国珲春制造的马贼袭击日本驻珲春领事馆后，日本以此为借口出兵琿春，并屠杀当地朝鲜居民的事件。
“三一运动”被日本人镇压后，朝鲜独立运动的中心转移到了北间岛。与此同时，韩国独立军的武装力量也在满洲不断壮大。为了给出兵消灭满洲的韩国独立军力量提供借口，日本人用钱买通满洲马贼王西海袭击珲春:146。1920年10月2日，数百名日本人收买的土匪武装袭击珲春。日本人为土匪打开了城门。这伙土匪中除了亲日的土匪外，还混有许多反日土匪。反日土匪冲进城门后，捣毁了日本领事馆，杀光了日本警察，拿走领事馆地下室的五六百件武器，并释放了被关押在领事馆的独立军义士，史称“珲春事件”:149。
1920年10月5日，日本以“珲春事件”为借口，无视中国主权从其所占领的朝鲜半岛派兵1万余人进犯延边，并要求中国出兵配合镇压延边反日武装。张作霖为此出动了3,000余名。日军占领珲春和周边各县后，对当地朝鲜人和中国人进行报复性屠杀。8日，日本外务省事后发表出兵中国声明书，并在9日向北京政府提出照会，要求允许其出兵延吉，以会同中国消灭朝鲜独立军力量。中国政府表示已派出地方军队保护日侨，日本毋需出兵。但日军数千人已经进据延吉、和龙、汪清、东宁、宁安等县。为此，北京政府对日本政府提出了抗议:147。

## 背景
朝鲜王朝后期提出对延边地区（朝鲜人称为间岛）拥有主权。1904年12月，日本内阁制定了出兵中国延吉地区的计划，并拟定了间岛“督办厅”和“宪兵队”。日俄战争后，日本占领朝鲜半岛，1907年派兵占领间岛，设立军政机构。9月，日本朝鲜统监府间岛派出所在龙井村成立，设立了14个日本宪兵分遣所，所属武装人数达270人。
宣统元年（1909年）清朝与日本签订《圖們江中韓界務條款》（《间岛协约》）。日本承认间岛为中国领土，中国允许大韩帝国国民于延边居住耕作。
1919年3月1日，朝鲜爆发三一运动，争取民族自决，被镇压。大批韩国流亡者逃往延边。其中有2,900多人成立了武装组织。是年4月，大韩民国临时政府在上海成立，积极向苏俄接触寻求援助，苏俄对此持积极态度。
1920年2月，在俄罗斯发生庙街事件。7月，大韩民国临时政府与苏俄签订同盟条约，苏俄承诺支持韩国独立的斗争，并允许韩国独立军在西伯利亚训练和驻屯军队，并为之提供武器。

## 经过

### 第一次珲春事件
1920年9月12日上午5時，中国东北馬賊約300人袭击琿春，烧杀抢掠，焚烧40余户。中国军队士兵撤退到室内，并疏散到日本领事馆，甚至有人混在马贼中参与抢劫。后王西海部再次发动袭击，部分中国人和朝鲜人从16日开始撤离。随后，日本庆源驻军亦派遣联络兵进行警卫。

### 第二次珲春事件
26日，东宁县发现日本陆军37人携带大批军火到达县城，声称要调查韩国独立军，东宁县遂派出保卫团及陆军协助护送，次日行军途中，一队马贼突然出现，日军立即将军火交给马贼，护送的中国军队遂回城报告此事，一时间，马贼即将攻城的消息在当地散布，引起当地居民的恐慌。
9月30日、約50名馬賊袭击珲春大荒溝中国軍工兵营（定員34人）奪取武器，绑架军人。10月1日下午4时，有消息称马匪已抵达青沟子，下午6时，60名中国工兵出动，开始在东门附近巡逻。日方撤离领事馆的人员安全由一名中国警察和十名日本警察负责。领事于当晚突然离开，于上午12时抵达庆源驻军，驻军于凌晨3时50分派遣10名特务中士前往珲春。
10月2日凌晨4時，琿春400名馬賊来襲，首先击退了位于市区西端的日本领事馆附近的中国士兵，约100人高呼着冲进日本领事馆，向各大门投掷新型手榴弹并纵火焚烧了领事馆。1小时后，马贼冲进保留地的华人街道焚烧、抢劫了当地居民。此次事件造成3名领事馆警察局长、一名朝鲜警官和3名驻军士兵在战斗中丧生，包括6名男子、2名妇女和2名儿童，其中11人伤势严重（其中1人后来死亡），20多人受轻伤。 马贼方面留下了30多具遗弃的尸体。马贼还绑架了1名中国人、1名朝鲜人和1名日本人。事后，日侨大部分撤离至庆源，中国人和朝鲜人撤离至农村，城市一时间变得冷清。

### 间岛惨变
日本外务省布告中称：“有多数韩、俄过激派党（指苏俄红军）、马贼及中国官兵服式之华人等集成大队，来袭珲春。”指责中国军队守土不力，并拿出遗弃在珲春的中国吉林工兵部分装备作为证据，指有部分中国军人卷入珲春事件，於是于10月5日派兵经朝鲜进入中国，占领珲春城及附近各县，对在华的20万朝鲜居民与学校教会，进行严格检查。10月7日，原内阁召开会议，决定派遣军队进入间岛作为“自卫措施”。 
1920年10月12日，日本派遣18,000名到20,000名兵力，从四个方向向间岛四面包围进攻，可是收获不多，因此实行对独立军基础的韩人社会和抗日团体、学校、教会焦土化作战，住在间岛的韩人约1万人被残酷杀害，2,500间民居和30所学校被烧毁。朝鲜教徒安昌浩控诉日军焚毁韩人家宅、学校，杀教徒和华人2,000余名。日本催促张作霖出兵会剿韩国独立军，但北洋军阀政府和张作霖通过外交渠道向日本表示在中国领土上的韩国独立军，只能靠中国处理。到1920年末，在北洋政府一再交涉以及中国大陆反日情绪加剧的情形下，日本答应撤兵，但保留其设置的日本警察署。 
北洋政府从奉天、吉林两省加派重兵至延吉各县，驱逐韩国独立军，以免落下口实。1921年2月，经苏俄所属的远东共和国允许，韩国独立军进入西伯利亚南部，各派军队统一整编为高丽革命军。

## 分析
有调查发现，袭击珲春马贼所使用的枪械，是日本最新出品，因此有評論按此推斷该事件源自日本人收买马贼。部分马贼伪装成韩国独立军，袭击珲春城。不过韩人李范奭表示，有个别韩人趁此机会营救了被囚的朝鲜反日人士，包括当时的独立军领袖洪范图之子:148。一名在珲春的外国传教士事后称“袭击珲春的这批人，乃是日本人所收买的中国马贼。日本人收买的这批马贼到达珲春时，恰好碰到另外一股马贼。经过商议后，双方决定一起进攻珲春。攻入珲春城后，日本所收买的马贼抢劫了日本领事馆，并施行了嫁祸之计，但却未杀日本人。而另外一队马贼却持强烈反日态度，在碰到日本警察与日本人时，就对之进行了攻击。”
韩国与中国学者在对此事件的分析中一致认为，该事件是日军为出兵寻找借口而自导自演的事件，证据包括日本军队在事件发生前就以韩国独立军调查为名侵入中国领土，以及事发后中方调查中发现了日本制造的武器。但日方的文献基本上讳莫如深，对朝鲜人的营救与杀害的日本人数也与中韩文献不尽相同。

## 影响
事件发生后，日本在珲春、六道沟、头道沟等要地驻扎警察，使该地区处在日本的监视和管辖之下，也使中国延边地区随时面临日本的军事干涉的危险，引起東北人民反日情緒。由于间岛惨变日方未能控制好局势，亦导致1930年间岛共产党暴动爆发。 